# Anthony Howell
Anthony Howell (ur. 1971 w Krainie Jezior) – brytyjski aktor teatralny, filmowy i telewizyjny, a także operator filmowy. Znany jest m.in. z roli w serialu Detektyw Foyle, gdzie wcielił się w rolę sierżanta Paula Milnera, młodego inwalidy wojennego, prowadzącego śledztwa wraz z bohaterem tytułowym.
Urodził się w rodzinie angielsko-walijskiej. Studiował aktorstwo w Londyńskim Centrum Dramatu (Drama Centre London).

## Filmografia
- 1999: Żony i córki jako Roger Hamley
- Komandosi jako Sam Leonard
- 2002: Helen West jako Dinsdale Cotton
- 2002–2008: Detektyw Foyle jako sierżant Paul Milner
- 2004: Hawking jako Hamlet